# Armorial de familles belges
Cet armorial de familles belges reprend de façon non exhaustive les armes et blasonnements de familles contemporaines ou éteintes :
- faisant ou ayant fait partie de la noblesse belge et/ou
- ayant enregistré leurs armes à l'Office généalogique et héraldique de Belgique (période 1937-2010)[1] et/ou
- ayant enregistré leurs armes au Conseil d’héraldique et de vexillologie de la fédération Walonie-Bruxelles[2] et/ou
- ayant enregistré leurs armes au Conseil héraldique flamand[2] et/ou
- ayant enregistré leurs armes au Moniteur belge.

- Haut – A
- B
- C
- D
- E
- F
- G
- H
- I
- J
- K
- L
- M
- N
- O
- P
- Q
- R
- S
- T
- U
- V
- W
- X
- Y
- Z

## A
| Armes | Famille, blasonnement, noblesse |
| ----- | --- |
|       | Famille Van den Abeele Palé, contre-palé de gueules et d'argent de six pièces ; un lion d'azur brochant sur le tout. - Famille noble |
|       | Famille Vanden Abeele D'azur à un croissant tourné d'argent à dextre, une ombre de soleil d'or à senestre, une étoile à cinq rais d'or en chef et une feuille de peuplier blanc d'argent en pointe. - Famille noble                                                     |
|       | Famille van Ackere D'argent au chevron de sable accompagné de trois merles essorant du même. - Famille noble |
|       | Famille d'Alcantara branche: Alcantara de Querrieu (d') Coupé d'argent, au chêne de sinople, au pied duquel passe un lion d'azur, et d'azur à l'étoile à dix rais d'or, à la bordure d'or, chargée de dix têtes de dragons d'azur, languées de gueules. - Famille noble |
|       | Famille d'Andrimont De sinople, un ancien moulin à fer à or. - Famille noble |
|       | Famille d'Anethan Coupé d'or, au lion assis de gueules, lampassé d'azur, la queue fourchue et passée en sautoir, et d'azur, à quatre pals d'or. - Famille noble |
|       | Famille d'Arenberg De gueules à trois fleurs de néflier d'or, percées du champ. - Famille noble |
|       | Famille de Arrazola de Oñate En argent avec un chêne cueilli de sinople placé entre deux loups debout l'un au-dessus de l'autre en sabre, le premier derrière, le second devant l'arbre. - Famille noble                                                                |
|       | Famille d'Arschot Schoonhoven De gueules, à trois fleurs de lys d'or. - Famille noble |
|       | Famille d'Aspremont Lynden branche: Aspremont Lynden de Maillen (d') D’azur à l’aigle d’argent, becquée et membrée d’or, l’estomac chargé d’un écu de gueules à la croix d’or, et bordé du même. - Famille noble                                                        |

- Haut – A
- B
- C
- D
- E
- F
- G
- H
- I
- J
- K
- L
- M
- N
- O
- P
- Q
- R
- S
- T
- U
- V
- W
- X
- Y
- Z

## B
| Armes | Famille, blasonnement, noblesse |
| ----- | --- |
|       | Famille de Bassompierre De sable à une fleur de paulownia d'argent. - Famille noble |
|       | Famille Bauchau D'azur à un croissant accompagné de trois étoiles à six rais, le tout d'argent, à la bordure de gueules. - Famille noble |
|       | Famille de Beaufort-Spontin D'argent, à la bande de gueules, avec deux cotices de même, et chargée de trois coquilles d'or. - Famille noble |
|       | Famille Beyens De sable, à un lion d'argent lampassé de gueules et couronné d'or. - Famille noble |
|       | Famille de Biolley Écartelé, au premier d'azur, à l'étoile à six rais d'or, au troisième d'argent, à la tour crénelée de gueules, ouverte et ajourée d'argent, au deuxième d'argent et au quatrième d'azur, au lion de l'un dans l'autre, armé et lampassé de gueules. - Famille noble                                                                                              |
|       | Famille de Biseau de Hauteville D'azur au chevron d'or, accompagné de trois trèfles d'argent. - Famille noble |
|       | Famille de Bonhome Coupé d'argent, au lion léopardé de gueules, et d'or, au sautoir de gueules. - Famille noble |
|       | Famille de Borchgrave De gueules, au château d'or, à quatre créneaux, ouvert et ajouré d'argent. - Famille noble |
|       | Famille de Bousies D'azur, à la croix d'argent. - Famille noble |
|       | Famille van den Branden de Reeth Écartelé : au premier et quatrième, d'or à trois pals de sable, au chef cousu d'argent, chargé d'une étoile à six rais de gueules ; au deuxième et troisième, mi-parti, au 1, d'azur, à la demi l'aigle de l'Empire d'or, becquée et membrée de gueules, mouvante de la partition senestre, et au 2, vairé d'argent et de gueules. - Famille noble |
|       | Famille de Briey D'or, à trois pals aiguisés de gueule. - Famille noble |
|       | Famille de Broqueville D'azur, au sautoir d'or, accompagné en chef d'une étoile à six rais de même. - Famille noble |
|       | Famille de Bryas D'or à la fasce de sable, surmontée de trois cormorans de même, membrés et becqués de gueules. - Famille noble |
|       | Famille de Burlet D'azur au chevron d'argent, chargé sur la pointe d'une rose de gueules, barbée de sinople, et accompagné de trois croissants d'or. - Famille noble |
|       | Famille Buffin de Chosal D'or, à l'épée d'azur, posée en bande, côtoyée en chef et en pointe d'une aigle de gueules, becquée, membrée et armée d'azur, au chef d'azur, chargé de trois tours à trois donjons d'argent. - Famille noble |

- Haut – A
- B
- C
- D
- E
- F
- G
- H
- I
- J
- K
- L
- M
- N
- O
- P
- Q
- R
- S
- T
- U
- V
- W
- X
- Y
- Z

## C
| Armes | Famille, blasonnement, noblesse |
| ----- | --- |
|       | Famille Carpentier de Changy D'azur à l’étoile d’or accompagnée de trois croissants d’argent. - Famille noble |
|       | Famille Carton de Wiart Coupé, au 1 d'or à l'ancre d'azur, cantonné de quatre étoiles à six rais de même ; au 2 d’argent, à trois fasces de sinople, au lion de gueules brochant sur le tout. - Famille noble |
|       | Famille du Chastel de la Howarderie De gueules, au lion d'or, armé, lampassé et couronné d'azur. - Famille noble |
|       | Famille Cleenewerck de Crayencour D'argent, à trois merlettes de sable. D'azur à trois étoiles à cinq rais d'or au chef d'argent chargé de trois merlettes de sable. - Famille noble |
|       | Famille Coart Écartelé aux 1 et 4 d'hermine à un livre de gueules, la tranche et les fermoirs d'or ; aux 2 et 3 de sinople à un gantelet d'argent posé en bande. - Famille noble |
|       | Famille Colling D'argent au sanglier et au lion affrontés, le sanglier de sinople, défendu d'argent et onglé de sable ; le lion à la queue fourchée et passée en sautoir de gueules, armé et lampassé de sable, le tout accompagné en chef d'un livre ouvert au naturel. |
|       | Famille Cogels D'or, chargé de trois mollettes, deux en chef de sinople, et une en pointe de gueules. - Famille noble |
|       | Famille Cornet branches: Cornet d'Elzius ; Cornet d'Elzius de Peissant ; Cornet d'Elzius du Chenoy ; Cornet de Ways-Ruart Écartelées, au premier et au quatrième de gueules, au chevron d'or, accompagné de trois cornets de même, l'embouchure à senestre, qui est de Cornet, et au deuxième et troisième d'azur, au chevron d'argent, couronné d'or, et accompagné de trois croix recroisettées de même, qui est d'Elzius. - Famille noble |
|       | Famille de Crombrugghe branches: Crombrugghe de Picquendaele (de) ; Crombrugghe de Schipsdaele (de) ; Crombrugghe de Looringhe (de) De gueules, à trois éperons d'argent. - Famille noble |
|       | Famille de Croÿ branches: Croÿ du Rœulx (de) ; Croÿ-Solre (de) Écartelé, au premier et quatrième d'argent, à trois fasces de gueules, et au deuxième et troisième d'argent à trois doloires de gueules, les deux en chef adossés. - Famille noble |
|       | Famille de Cumont Coupé : au 1 d’azur à trois merlettes d’argent, posées 1 et 2 ; au 2 de gueules à deux sabres d’argent, garnis d’or, passés en sautoir, la pointe en haut. - Famille noble |

- Haut – A
- B
- C
- D
- E
- F
- G
- H
- I
- J
- K
- L
- M
- N
- O
- P
- Q
- R
- S
- T
- U
- V
- W
- X
- Y
- Z

## D
| Armes | Famille, blasonnement, noblesse |
| ----- | --- |
|       | Famille Davignon D'argent à trois plumes de gueules, rangées en pointe, surmontées d'une merlette de sable. - Famille noble |
|       | Famille Delvaux de Fenffe D'azur à la fasce d'argent chargée de trois étoiles à six rais du champ. - Famille noble |
|       | Famille Dewandre Coupé de gueules et d'azur à la fasce d'or brochante, accompagnée en chef d'une aigle bicéphale d'argent et en pointe de trois étoiles rangées du même. |
|       | Famille Didisheim De sable â une tète de léopard, accompagnée de trois pals retraits en chef, le tout d’or, aux flancs burelés d’or et de sable de dix pièces, à une couronne de rue de sinople, dite crancelin de Saxe, posée en bande et brochante en chef sur le tout. - Famille noble |
|       | Famille de Diesbach Belleroche Écartelé : aux 1 et 4, parti de gueules et d’argent au croissant de l'un en l'autre ; aux 2 et 3, de sable à la bande vivrée d'or accostée de deux lions du même, lampassés de gueules, et posés dans le sens de la bande. - Famille noble |
|       | Famille van Dievoet Parti d'argent et de sable, à la tour ouverte du champ, crénelée de quatre pièces de l'un en l'autre, chargée en cœur d'un écusson parti d’or et de gueules, à la plante d'un pied dextre humain, aussi de l'un en l'autre, la tour étant accompagnée en chef de deux étoiles à six rais, à dextre de gueules, à sénestre d'or et en pointe d'un croissant de l'un en l'autre. - Famille non-noble |
|       | Famille van Dievoet D'argent à une main de justice de gueules, le champ chapé du même, à deux croix ancrées du premier. - Famille noble |
|       | Famille de Doetinghem D'argent, à la croix ancrée d'azur. - Famille noble |
|       | Famille de Donnea branches: Donnea de Hamoir (de) D'argent, au lion de sinople, lampassé de gueules. - Famille noble |

- Haut – A
- B
- C
- D
- E
- F
- G
- H
- I
- J
- K
- L
- M
- N
- O
- P
- Q
- R
- S
- T
- U
- V
- W
- X
- Y
- Z

## E
| Armes | Famille, blasonnement, noblesse |
| ----- | --- |
|       | Famille Empain De sinople, à la fasce ondée d'argent accompagnée en chef de deux fleurs de lotus tigées et feuillées du même et en pointe d'un besant d'or. - Famille noble                                                                  |
|       | Famille de L'Épine D'or chapé d'azur, l'or chargé de deux fasces de sables treillissées d'argent, l'azur chargé à dextre d'une tête de lion d'argent et à senetre d'une tour du même, ouverte, ajourée et maçonnée de sable. - Famille noble |
|       | Famille Errembault du Maisnil et du Coutre De sable, à la fasce d'or, accompagnée en chef de deux fleurs de lys d'argent. - Famille noble |
|       | Famille van Eyll Écu d'azur, à la fleur de lys d'or. - Famille noble |

- Haut – A
- B
- C
- D
- E
- F
- G
- H
- I
- J
- K
- L
- M
- N
- O
- P
- Q
- R
- S
- T
- U
- V
- W
- X
- Y
- Z

## F
| Armes | Famille, blasonnement, noblesse |
| ----- | --- |
|       | Famille de Fierlant branche: Fierlant Dormer (de) Parti d'argent et de gueules, à la quintefeuille de l'un à l'autre. - Famille noble |
|       | Famille de Fisenne D'argent à la croix de sinople, sur le tout d’argent au lion de sable, armé et lampassé de gueule, couronné d’or. - Famille noble |
|       | Famille de Fœstraets Écartelé, au premier et quatrième aussi écartelé d'or et d'argent, chargé en cœur d'une coquille de sable, au deuxième et troisième d'argent, à trois pals de gueules, au canton de sable, chargé d'un lion d'or, armé et lampassé de gueules. - Famille noble |
|       | Famille de Formanoir de la Cazerie D'or, fretté de sable. - Famille noble |
|       | Famille de Furstenberg Écartelé, au premier et quatrième d'or, à deux fasces de gueules, au deuxième et troisième d'or, à deux pals de gueules. - Famille noble |

- Haut – A
- B
- C
- D
- E
- F
- G
- H
- I
- J
- K
- L
- M
- N
- O
- P
- Q
- R
- S
- T
- U
- V
- W
- X
- Y
- Z

## G
| Armes | Famille, blasonnement, noblesse |
| ----- | --- |
|       | Famille de Geloes d'Elsloo De sable croix engrelée d'or. - Famille noble |
|       | Famille de Gerlache branche: Gerlache de Gomery (de) Gerlache de Waillimont (de) Parti : à dextre, d'argent à l'arbre de sinople sur une terrasse de même; à senestre, d'argent à l'aigle de sable posée sur une perche de gueules, becquée. - Famille noble |
|       | Famille de Ghellinck d'Elseghem branche: Ghellinck d'Elseghem Vaernewyck (de) D'or, à la fasce d'azur, chargée de trois besants d'or, surchargés chacun d'une croisette alésée de gueules, la fasce accompagnée en chef de deux têtes de lion arrachées et affrontées de sable, lampassées de gueules, et en pointe d'une tête de léopard de sable, lampassée de gueules. - Famille noble |
|       | Famille Goblet d'Alviella Parti d'or, à trois merlettes de sable, et d'argent, à l'écusson d'azur, chargé de cinq besans d'argent, pointés de sable, posés en sautoir, au chef de sable, au lion issant d'or, armé et lampassé de gueules. - Famille noble |
|       | Famille de Goër (†) branche: Goër de Herve (de) ; Goër de Forêt (de) D'or au lion de gueules. - Famille noble |
|       | Famille de Grady de Horion D'argent chargé d'un lion de gueule montant à droite et d'un cœur représentant un croissant d'or. - Famille noble |
|       | Famille Greindl D'azur à trois glands tigés et feuillés d'or. - Famille noble |
|       | Famille Guillaume De gueules à trois marguerites d'argent, tigées et feuillées de sinople. De gueules à trois marguerites d'argent, tigées et feuillées de sinople. - Famille noble |

- Haut – A
- B
- C
- D
- E
- F
- G
- H
- I
- J
- K
- L
- M
- N
- O
- P
- Q
- R
- S
- T
- U
- V
- W
- X
- Y
- Z

## H
| Armes | Famille, blasonnement, noblesse |
| ----- | --- |
|       | Famille le Hardÿ de Beaulieu Parti : au 1, d'azur, à trois losanges d'or, à la bordure componée de sable et d'or ; au 2, de gueules, au chevron d'argent, accompagné en pointe d'une épée du même garnie d'or ; au chef d'or. - Famille noble      |
|       | Famille de Harlez de Deulin Écartelé au 1er et 4e d'argent à l'aigle de sable ; au 2e d'or à une houssette éperonnée de sable , doublée de gueules ; au 3e de gueules à deux lances d'argent emmanchées d'or , passées en sautoir. - Famille noble |
|       | Famille de Hemptinne De gueules, à trois étriers d'argent, les chappes liées de même, au franc-canton d'argent, à une rose de gueules. - Famille noble                                                                                             |
|       | Famille de Hemricourt de Grunne De gueules à la bande d'argent. - Famille noble |
|       | Famille Hiernaux Tranché ondé d'or à une hie d'azur et d'azur à une nef équipée d'or., |
|       | Famille de Hennin de Boussu Walcourt D'or, à la croix engrêlée, accompagnée au premier canton d'un croissant, le tout de gueules. - Famille noble                                                                                                  |
|       | Famille Houtart Émanché en fasce de deux pointes et de deux demies de gueules sur argent, au chef d'argent, chargé de trois roses de gueules, boutonnées d'or, et feuillées de sinople. - Famille noble                                            |

- Haut – A
- B
- C
- D
- E
- F
- G
- H
- I
- J
- K
- L
- M
- N
- O
- P
- Q
- R
- S
- T
- U
- V
- W
- X
- Y
- Z

## I
| Armes | Famille, blasonnement, noblesse |
| ----- | --- |
|       | Famille Imperiali des Princes de Francavilla D'argent, à un pal d'or chargé d'une aigle de sable couronnée d'or. - Famille noble                       |
|       | Famille Iweins branches: Iweins d'Eeckhoutte ; Iweins de Wavrans De gueules, au chevron d'argent, accompagné de trois trèfles de même. - Famille noble |

- Haut – A
- B
- C
- D
- E
- F
- G
- H
- I
- J
- K
- L
- M
- N
- O
- P
- Q
- R
- S
- T
- U
- V
- W
- X
- Y
- Z

## J
| Armes | Famille, blasonnement, noblesse |
| ----- | --- |
|       | Famille Jacques de Dixmude De gueules à la fasce ondée d’argent, accompagnée en chef de deux épées d’argent garnies d’or, passées en sautoir, et en pointe de la lettre Y d’or. - Famille noble |
|       | Famille de Jacquier de Rosée De sinople, à deux lions d'argent passés en sautoir, l'un contourné, posés en sautoir, accompagnés en chef d'une étoile d'or. - Famille noble                      |
|       | Famille Jacobs de Hagen D'or au sautoir de gueules, chargé d'une coquille d'or et cantonné de quatre coquilles d'azur. - Famille noble                                                          |
|       | Famille Janssens branches: Janssens de Bisthoven ; Janssens de Varebeke D’or à trois arbres arrachés de sinople. - Famille noble                                                                |
|       | Famille de Jonghe branches: Jonghe d'Ardoye (de) ; Jonghe d'Ardoye d'Erp (de) Fascé d’argent et d’azur du huit pièces. - Famille noble                                                          |

- Haut – A
- B
- C
- D
- E
- F
- G
- H
- I
- J
- K
- L
- M
- N
- O
- P
- Q
- R
- S
- T
- U
- V
- W
- X
- Y
- Z

## K
| Armes | Famille, blasonnement, noblesse |
| ----- | --- |
|       | Famille de Kerchove branches: Kerchove de Denterghem (de) ; Kerchove d'Exaerde (de) ; Kerchove d'Ousselghem (de) Échiqueté d'argent et d'azur, au chef d'or, chargé d'une colombe volante d'azur, becquée de gueules, tenant en son bec un rameau d'olivier de sinople. - Famille noble |

- Haut – A
- B
- C
- D
- E
- F
- G
- H
- I
- J
- K
- L
- M
- N
- O
- P
- Q
- R
- S
- T
- U
- V
- W
- X
- Y
- Z

## L
| Armes | Famille, blasonnement, noblesse |
| ----- | --- |
|       | Famille Lacoste D’or à une chouette de sable, allumée, becquée et armée de gueules, perchée sur un chicot de sinople posé en fasce, et accompagnée en chef de deux étoiles à cinq rais de gueules. - Famille noble |
|       | Famille de La Hamayde D'or à la hamaide de gueules. - Famille noble |
|       | Famille de Lalaing De gueules, à dix losanges d'argent, posées trois, trois, trois, un. - Famille noble |
|       | Famille de Lamberts-Cortenbach (†) Écartelé: au 1er et 4e d'argent au lion de gueules, hissant de la pointe du flanc senestre du quartier, tenant en sa patte droite un anneau d'or; au 2e et 3e, d'or à la demi-aigle éployée de sable, mouvante du flanc senestre du quartier; parti de même à la face de gueules; sur le tout: un écusson d'or à trois bandes de gueules, couronné d'or, qui est Cortenbach. - Famille noble |
|       | Famille de Lannoy branche: Lannoy-Clervaux (de) D'argent à trois lions de sinople, couronnés d'or, armés et lampassés de gueules. - Famille noble |
|       | Famille de Lichtervelde D'azur, au chef semé d'hermines, à la bordure engrelée de gueules. - Famille noble |
|       | Famille de Liedekerke branches: Liedekerke de Pailhe (de) ; Liedekerke Beaufort (de) De gueules, à trois lions d'or, armés, lampassés et couronnés d'azur. - Famille noble |
|       | Famille de Ligne branche: Ligne de la Trémoille (de) D'or à la bande de gueules. - Famille noble |
|       | Famille de Limbourg D'or, au lion de gueules, la patte senestre posée sur une croix de Saint-André d'azur. - Famille noble |
|       | Famille de Limburg Stirum Écartelé au 1 d'argent au lion de gueules, armé et couronné d'or, lampassé d'azur; au 2 de gueules au lion d'argent, armé, lamp. et cour. d'or (Bronckhors1); au 3 d'or à deux léopards de gu., l'un sur l'antre (1Visch); aul d'or à trois tourt. de gu. (Borculo). Sur le tout d'or à la fasce de gu., ch. de trois pals d'erg. Ghemen. Cinq cq. d'or, cour. du même. - Famille noble               |
|       | Famille van der Linden d'Hooghvorst De gueules au chef d'argent chargé de trois maillets penchés de sable posés en bande. - Famille noble |
|       | Famille Lippens De gueules au chevron accompagné de trois dragons sans pates posés en pal, le tout d'or. - Famille noble |
|       | Famille de Lobkowicz Écartelé aux 1 et 4 d'argent au chef de gueules; aux 2 et 3 d'argent à une aigle de sable becquée membrée et couronnée d'or posée en bande, chargée sur la poitrine d'un croissant du même s'étendant en demi-cercles tréflés sur les ailes. - Famille noble |
|       | Famille de Longrée D’argent à l’arbre au naturel, planté sur une anille de sable. - Famille noble |
|       | Famille de Lovinfosse De sable à la croix engrêlée d'or, cantonnée au premier de trois gobelets d'argent. - Famille noble |

- Haut – A
- B
- C
- D
- E
- F
- G
- H
- I
- J
- K
- L
- M
- N
- O
- P
- Q
- R
- S
- T
- U
- V
- W
- X
- Y
- Z

## M
| Armes | Famille, blasonnement, noblesse |
| ----- | --- |
|       | Famille de Mahieu D'or, à trois roses de gueules boutonnées d'or et feuillées de sinople. - Famille noble |
|       | Famille de Marchant et d'Ansembourg Écartelé, au premier et quatrième d'argent, au lion de sable, armé, lampassé et couronné d'or, au deuxième et troisième aussi d'argent, à la herse de sable. - Famille noble |
|       | Famille Marquet D'azur à la fasce ondée d'argent, accompagnée de trois cochlées d'or. - Famille noble |
|       | Famille Maus branches: Maus de Rolley ; Maus van den Eede Écartelé : aux 1 et 4 d’or à une souris au naturel ; au 2 d’argent à trois étoiles à six rais de gueules ; au 3 d’argent au mont de trois coupeaux de gueules. - Famille noble |
|       | Famille de Méan de Beaurieux (†) D'argent, à un chêne fruité de sinople, posé sur un tertre du même ; à l'aigle de sable, becquée et membrée de gueules, portant une couronne fleuronnée d'or et tenant dans ses serres une trangle alésée du même ; l'aigle brochante sur le fût de l'arbre. - Famille noble |
|       | Famille de Meeûs d'Argenteuil Écartelé au premier et au quatrième d'argent, à trois épis de blé de sinople, mouvant d'une terrasse de même, et accostés de deux chevreaux au naturel, au deuxième et troisième de sable, à une chaudière à brasser d'or, accompagné de trois étoiles de même. - Famille noble |
|       | Famille de Merode D'or à quatre pals de gueule, à la bordure engrelée d'azur. - Famille noble |
|       | Famille Mincé du Fontbaré de Fumal D'argent, au lion de sable, armé et lampassé de gueules. - Famille noble |
|       | Famille de Montpellier branches: Montpellier d'Annevoie (de) ; Montpellier de Vedrin (de) D'or, à la fasce de gueules, accompagnée de trois têtes de Maures de sable, tortillées d'argent. - Famille noble |
|       | Famille Moncheur De gueules à la fasce d’argent chargée de trois marteaux (penchés) de sable. - Famille noble |
|       | Famille Muûls D'argent au trèfle de sinople. - Famille noble |
|       | Famille de Muyser Lantwyck Parti : à dextre, de sable à un chat d'argent assis, la tête posée de face, la patte avant dextre posée sur une souris de gueules; à senestre, d'argent à une fleur de lis de sable, au chef d'or à trois pals de gueules; à la bordure componée de seize pièces de gueules et d'argent, les compons de gueules chargés d'une épée d'argent et garnie d'or posée en barre, la pointe en bas, les compons d'argent chargés d'un lion issant de gueules, armé et lampassé d'azur. |

- Haut – A
- B
- C
- D
- E
- F
- G
- H
- I
- J
- K
- L
- M
- N
- O
- P
- Q
- R
- S
- T
- U
- V
- W
- X
- Y
- Z

## N
| Armes | Famille, blasonnement, noblesse |
| ----- | --- |
|       | Famille Nève de Mévergnies D'or à la bande de gueules, accostée en chef d'une rose de gueules, boutonnée d'or, barbée de sinople, et en pointe d'une étoile d'azur à six rais. - Famille noble |
|       | Famille van der Noot d'Assche D'or, à cinq coquilles de sable, posées en croix. - Famille noble                                                                                                |
|       | Famille Nothomb D’azur à la fasce d’or accompagnée en pointe d’un gland effeuillé du même, la queue en bas.[réf. nécessaire] - Famille noble[réf. nécessaire]                                  |

- Haut – A
- B
- C
- D
- E
- F
- G
- H
- I
- J
- K
- L
- M
- N
- O
- P
- Q
- R
- S
- T
- U
- V
- W
- X
- Y
- Z

## O
| Armes | Famille, blasonnement, noblesse                                                                                                  |
| ----- | --- |
|       | Famille Orts D'argent, à la fasce ondée de sinople, accompagnée de trois coquilles de sable. - Famille noble                     |
|       | Famille d'Otreppe de Bouvette D'argent à trois lions de sable, armés et lampassés de gueules, et couronnés d'or. - Famille noble |
|       | Famille van Outryve d'Ydewalle D'or, à trois fleurs de neffles de gueules. - Famille noble                                       |
|       | Famille d'Overschie de Neeryssche D'or, à la gerbe des joncs des marets de sinople, liée d'or, et mise en pâle. - Famille noble  |

- Haut – A
- B
- C
- D
- E
- F
- G
- H
- I
- J
- K
- L
- M
- N
- O
- P
- Q
- R
- S
- T
- U
- V
- W
- X
- Y
- Z

## P
| Armes                           | Famille, blasonnement, noblesse |
| ------------------------------- | --- |
| Blason Famille du Parc Locmaria | Famille du Parc Locmaria D'argent, à trois jumelles de gueules. - Famille noble |
|                                 | Famille Pastur D'azur au chevron d'or chargé de trois croisettes du champ et accompagné en chef de deux étoiles et en pointe d'une aigle volante, le tout du second. - Famille noble                                                          |
|                                 | Famille Piers de Raveschoot De sable, à une hamayde d'or. - Famille noble |
|                                 | Famille Poot Baudier Écartelé : aux 1 et 4, de gueules à trois épées d'argent garnies d'or posées en barre, les pointes en bas (qui et Poot) ; aux 2 et 3, gironné de gueules et d'hermine de dix pièces (qui est Baudier).                   |
|                                 | Famille de Posch D'argent, au lion de sable, armé et lampassé de gueules, le champ chapé-ployé de gueules, à deux épées d'argent, garnies d'or, posées en pal. - Famille noble                                                                |
|                                 | Famille Poswick De gueules à la croix engrêlée, accompagnée au 1 d'une étoile à six rais, le tout d'or. - Famille noble |
|                                 | Famille de Prelle de la Nieppe Gironné d'or et de gueules de dix pièces, chaque giron de gueules chargé de trois croix recroisettées au pied fiché d’argent ; au chef d’argent chargé de trois étoiles à six rais de gueules. - Famille noble |
|                                 | Famille de Preud'homme d'Hailly de Nieuport De sinople, à l'aigle d'or, membré de gueules. - Famille noble |
|                                 | Famille Prisse D'or au léopard lionné de sable, lampassé de gueules, au canton d'argent chargé d'une main senestre de gueules. - Famille noble                                                                                                |

- Haut – A
- B
- C
- D
- E
- F
- G
- H
- I
- J
- K
- L
- M
- N
- O
- P
- Q
- R
- S
- T
- U
- V
- W
- X
- Y
- Z

## R
| Armes | Famille, blasonnement, noblesse |
| ----- | --- |
|       | Famille de Radiguès branches: Radiguès Saint-Guédal de Chennevière (de) ; Radiguès de Chennevière (de) De sable au chevron d’or, accompagné en chef de deux étoiles à cinq rais du même, et en pointe d’un croissant d’argent. - Famille noble                                                                           |
|       | Famille de Radzitzky d'Ostrowick Écartelé, au premier et quatrième d'azur, à l'étoile à six rais d'or, au deuxième et troisième d'argent à la tête de More tortillée d'argent, à la croix de gueules, brochant sur le tout. - Famille noble                                                                              |
|       | Famille de Riquet de Caraman-Chimay Écartelé: aux 1 et 4, de gueules, à la bande d'or ; aux 2 et 3, de gueules, à une épée d'argent garnie d'or, posée en bande ; sur le tout d'azur, à la bande d'or, accompagnée en chef d'une demi fleur de lys épanouie et en pied de trois roses, le tout d'argent. - Famille noble |
|       | Famille de Roest d'Alkemade Oem de Moesenbroeck De sinople, au lion d'argent, vilené et lampassé de gueules, accompagné de trois canettes nageantes du premier émail, rangées en pointe. - Famille noble |
|       | Famille Rolin branche: Rolin Jacquemyns D'azur au chevron d'or accompagné en chef de deux clefs du même, le panneton en haut, et en pointe d'une épée d'argent, garnie d'or. - Famille noble |
|       | Famille de Ryckman de Betz Écartelé : aux 1 et 4 d'argent à cinq fusées de gueules, rangées en fasce ; aux 2 et 3 de gueules à trois étriers d'argent, liés du même ; à la croix engrêlée d'or brochant sur les partitions. - Famille noble                                                                              |

- Haut – A
- B
- C
- D
- E
- F
- G
- H
- I
- J
- K
- L
- M
- N
- O
- P
- Q
- R
- S
- T
- U
- V
- W
- X
- Y
- Z

## S
| Armes | Famille, blasonnement, noblesse |
| ----- | --- |
|       | Famille de Sauvage branche: Famille de Sauvage Vercour Parti : au 1er d'or à un sauvage de carnation, ceint et couronné de lierre, tenant une masse sur l'épaule droite ; au 2 d'azur, au lion d'or, armé et lampassé de gueules. - Famille noble  |
|       | Famille de Schietere de Lophem De sable à deux chevrons d'argent. - Famille noble |
|       | Famille de la Serna de la Laguna de Terminos De sinople, à la bande d'argent, accompagnée en chef d'une fleur de lys d'or, et en pointe d'un besan[t] de même, à la bordure d'or, chargée de huit croix de Saint-André de gueules. - Famille noble |
|       | Famille Stas de Richelle Burelé d'or et de sable, au c[y]gne au naturel, brochant sur le tout. - Famille noble |
|       | Famille de Stockhem (†) branches: Stockhem de Vieux-Waleffe (de) ; Stockhem de Heers (de) Parti: au I d'or à cinq burelles de gueules (ou burelé d'or et de gueules) ; au II d'azur au chicot d'or (armes parlantes). - Famille noble              |
|       | Famille van der Straten branches: Straten Waillet (van der) ; Straten Ponthoz (van der) Fascé d'azur et d'argent de huit pièces, au chef d'or, chargé de trois pieds d'aigle arrachés de gueules, posés en fasce. - Famille noble                  |

- Haut – A
- B
- C
- D
- E
- F
- G
- H
- I
- J
- K
- L
- M
- N
- O
- P
- Q
- R
- S
- T
- U
- V
- W
- X
- Y
- Z

## T
| Armes | Famille, blasonnement, noblesse |
| ----- | --- |
|       | Famille de T'Serclaes de Wommersom De gueules au lion d'argent, lampassé et couronné d'or, chargé sur l'épaule d'un écusson aux armes de Bygaerden, qui sont d'or au chef échiqueté d'argent et de sable ou de gueules, au lion d'argent, armé, couronné et lampassé d'or, la queue fourchue, chargé sur l'épaule senestre d'un écusson d'or, au chef échiqueté d'argent et de sable de deux tires. - Famille noble |
|       | Famille de Theux de Meylandt et Montjardin Parti, au premier de gueules, à la croix contrebretessée d'argent, au deuxième d'argent, à trois bandes de sinople, chargées d'un lion passant d'or. - Famille noble |
|       | Famille de Traux de Wardin D’argent, à cinq fusées de gueules accolées en fasce, celle du milieu chargée d’une fleur de lys d’or. - Famille noble |
|       | Famille de Trazegnies d'Ittre Écartelé, au premier et quatrième bandé d'or et d'azur de six pièces, à l'ombre de lion de sable, brochant sur le tout, à la bordure engrêlée de gueules, qui est Trazegnies, au deuxième et troisième de gueules, à la fasce d'argent, accompagnée de trois losanges d'or, deux en chef et un en pointe, qui est de Wissocq. - Famille noble                                         |

- Haut – A
- B
- C
- D
- E
- F
- G
- H
- I
- J
- K
- L
- M
- N
- O
- P
- Q
- R
- S
- T
- U
- V
- W
- X
- Y
- Z

## U
| Armes | Famille, blasonnement, noblesse |
| ----- | --- |
|       | Famille d'Udekem branches: Udekem de Guertechin (d') De sable, à trois maillets d'or. - Famille noble |
|       | Famille Ullens de Schooten branches: Ullens de Schooten Whettnall Esquartelées, au premier et quattriesme d'argent, à l'aigle de sable, armé et lampassé de gueules, et au deuxiesme et troisiesme aussy d'argent, au chevron aussy de gueules, accompagné de trois bottes de joncs de sinople, deux en chef et un en poincte, liées d'or. - Famille noble |
|       | Famille d'Ursel branche: Ursel de Bousies (d') De gueules, au chef d'argent, chargé de trois merlettes du champ. - Famille noble |

- Haut – A
- B
- C
- D
- E
- F
- G
- H
- I
- J
- K
- L
- M
- N
- O
- P
- Q
- R
- S
- T
- U
- V
- W
- X
- Y
- Z

## V
| Armes | Famille, blasonnement, noblesse |
| ----- | --- |
|       | Famille de la Vallée Poussin D'azur, à la fasce d'or, chargée de trois feuilles de trèfles de sable. - Famille noble |
|       | Famille Verhaegen D'azur, à la bande d'argent accostée en chef d'une jambe toute cuirassée et éperonnée du même, et en pointe d'un renard passant d'or sur une terrasse de sinople. - Famille noble |
|       | Famille de Vicq de Cumptich De sable à six besants d'or, posés 3, 2, et 1. - Famille noble |
|       | Famille Vilain XIIII De sable, au chef d'argent, chargé d'un lambel à trois pendants de sable. - Famille noble |
|       | Famille de Villegas branches: Villegas de Clercamp (de) ; Villegas de Saint-Pierre Jette (de) D'argent à la croix florencée de sable, vidée du champ, à la bordure componée de seize pièces, huit de gueules, chargées chacune d'une tour d'or et huit d'argent, chargées chacune d'une chaudière de sable. - Famille noble |
|       | Famille de Villenfagne branches: Villenfagne d'Ingihoul (de) ; Villenfagne de Vogelsanck (de) ; Villenfagne de Sorinnes (de) Trois cocquilles entre deux bandes graveez en grand escusson. - Famille noble |

- Haut – A
- B
- C
- D
- E
- F
- G
- H
- I
- J
- K
- L
- M
- N
- O
- P
- Q
- R
- S
- T
- U
- V
- W
- X
- Y
- Z

## W
| Armes | Famille, blasonnement, noblesse |
| ----- | --- |
|       | Famille Wappers D'azur, à la croix denchée et échiquetée d'argent et de gueules de deux tires. - Famille noble |
|       | Famille de Wasseige De gueules au chevron accompagné de trois étoiles, le tout d'argent. - Famille noble |
|       | Famille Watelet Coupé de gueules et d’argent à six losanges de l’un en l’autre, celles du second mal ordonnées. - Famille noble |
|       | Famille Wellesley Écartelé, aux 1 et 4 de gueules, à la croix d'argent, à chaque quartier cinq lames ; 2 et 3, d'or au lion rampant de gueules. Pour l'augmentation, un écusson chargé des croix de Saint-Georges, Saint-André et Saint-Patrick combinés, étant l'insigne de l'Union du Royaume-Uni. - Famille noble |
|       | Famille Werbrouck De gueules, au lion d'or armé et lampassé d'azur. - Famille noble |
|       | Famille van de Werve branches: Werve de Vorsselaar (van de) ; Werve de Schilde (van de) ; Werve d'Immerseel (van de) Écartelé : aux 1 et 4 d'or au sanglier passant de sable et aux 2 et 3 de sable aux trois chevrons d'argent. - Famille noble                                                                     |
|       | Famille Wigny D'azur à une pomme de pin d'or, le pédoncule en pointe, accompagnée de dix étoiles d'argent posées à plomb en cyclamore, au chef cousu de sable chargé de trois lionceaux d'or armés et lampassés de gueules. - Famille noble                                                                          |
|       | Famille de Wilde d'Estmael D’argent au coq hardi de gueules, accompagné en chef de trois merlettes rangées de sable. - Famille noble |
|       | Famille de Witte De gueules, au chevron d'argent, accompagné de trois mouettes du même. - Famille noble |
|       | Famille de Witte de Haelen De sable, au chevron d'or accompagné de trois otelles d'argent. - Famille noble |
|       | Famille Wittouck D'argent, à trois niveaux de maçon de sable. - Famille noble |
|       | Famille de Woelmont Écartelé, aux 1 et 4, d'argent à trois maillets de sable penché posés en bande ; aux 2 et 3, d'argent à la fasce d'azur, un lion naissant de gueules mouvant issant de la fasce. - Famille noble                                                                                                 |
|       | Famille de Wolff de Moorsel D'or, à trois loups ravissants de sable, lampassés de gueules. - Famille noble |
|       | Famille de Woot branches: Woot de Trixhe (de) ; Woot de Trixhe de Jannée (de) D'argent, au lion de sable, couronné, armé et lampassé d'or, tenant de sa dextre un croissant d'or. - Famille noble |
|       | Famille de Wykerslooth de Rooyesteyn D'or, à l'aigle éployé de gueules, armé et lampassé d'azur. - Famille noble |

- Haut – A
- B
- C
- D
- E
- F
- G
- H
- I
- J
- K
- L
- M
- N
- O
- P
- Q
- R
- S
- T
- U
- V
- W
- X
- Y
- Z

## Y
| Armes | Famille, blasonnement, noblesse                                                                                         |
| ----- | --- |
|       | Famille Ysebrant de Lendonck D'or, au castor rampant au naturel. - Famille noble                                        |
|       | Famille d'Yve branche: Yve de Bavay (d') Vairé d'argent et d'azur, à trois pals de gueules. - Famille noble             |
|       | Famille Yernaux De sinople à la bande d’argent chargée d’un fléau d’armes entre deux fléaux à grains, le tout de sable. |

- Haut – A
- B
- C
- D
- E
- F
- G
- H
- I
- J
- K
- L
- M
- N
- O
- P
- Q
- R
- S
- T
- U
- V
- W
- X
- Y
- Z

## Z
| Armes | Famille, blasonnement, noblesse |
| ----- | --- |
|       | Famille van Zeeland Coupé d'argent et d'or, une fasce de gueules brochant sur la partition. - Famille noble                              |
|       | Famille Zoude D'azur à une mouette volante d'argent. - Famille noble                                                                     |
|       | Famille Zurstrassen D'argent, à trois roses de gueules, tigées et feuillées de sinoples, mouvantes d'un cœur de gueules. - Famille noble |
|       | Famille van Zuylen Coupé de gueules et d'argent à trois colonnes de l'un à l'autre. - Famille noble                                      |
|       | Famille van Zuylen van Nievelt D'argent, à trois zulles de gueules, deux et un. - Famille noble                                          |

## Pour approfondir